# Bligny-lès-Beaune
Bligny-lès-Beaune ist eine französische Gemeinde mit 1.273 Einwohnern (Stand 1. Januar 2022) im Département Côte-d’Or in der Region Bourgogne-Franche-Comté. Sie gehört zum Arrondissement Beaune und zum Kanton Ladoix-Serrigny. Die Einwohner der Gemeinde werden im Französischen Blignotines genannt.

## Geographie
Bligny-lès-Beaune liegt etwa drei Kilometer südlich der Stadt Beaune am Fluss Vandène. Umgeben wird die Gemeinde von Beaune im Norden, von Montagny-lès-Beaune im Osten, von Merceuil im Süden, von Tailly im Südwesten und von Volnay im Westen.

## Demographie
| Jahr                       | 1962 | 1968 | 1975 | 1982 | 1990 | 1999 | 2008 | 2008 | 2016 |
| Einwohner                  | 520  | 552  | 695  | 948  | 1076 | 1170 | 1183 | 1186 | 1241 |
| Quellen: Cassini und INSEE |      |      |      |      |      |      |      |      |      |

## Sehenswürdigkeiten

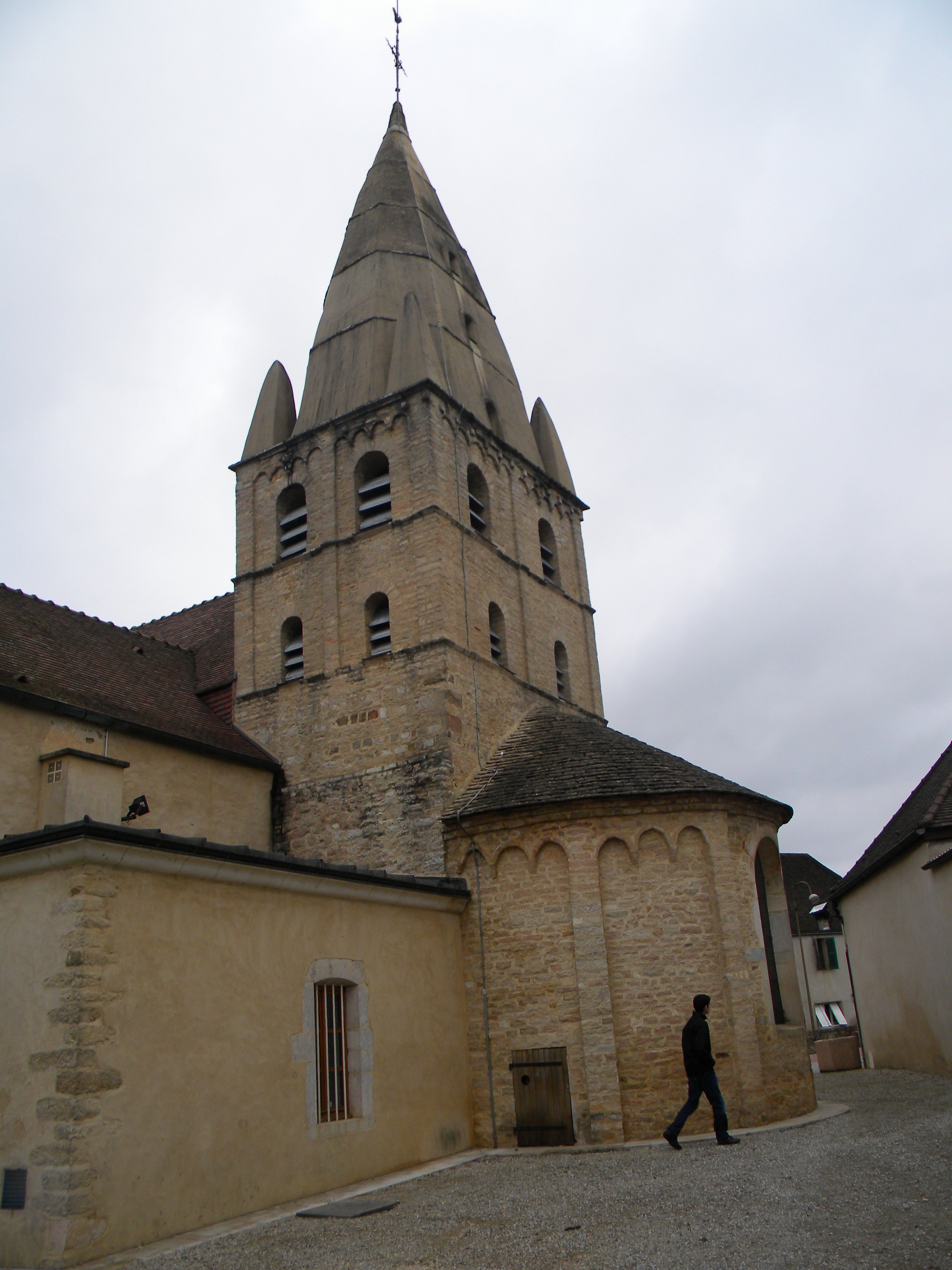
Kirche Saint-Baldoux

- Kirche Saint-Baldoux

## Persönlichkeiten
- Jean Taboureau (1879–1970), Schriftsteller